# Fédération des Maldives de basket-ball
La Fédération des Maldives de basket-ball est une association, fondée en 1991, chargée d'organiser, de diriger et de développer le basket-ball aux Maldives.
La Fédération représente le basket-ball auprès des pouvoirs publics ainsi qu'auprès des organismes sportifs nationaux et internationaux et, à ce titre, les Maldives dans les compétitions internationales. Elle défend également les intérêts moraux et matériels du basket-ball maldivien. Elle est affiliée à la FIBA depuis 1997, ainsi qu'à la FIBA Asie.
La Fédération organise également le championnat national.